# 施佩耶爾山
78°52′S 160°42′E / 78.867°S 160.700°E
施佩耶爾山是南極洲的山峰，位於羅斯屬地，屬於沃斯特山脈的一部分，處於克勒冰川源頭，海拔高度2,430米，現時由南極條約體系管理。